# Оплачко Володимир Миколайович
Опла́чко Володи́мир Микола́йович (нар. 21 жовтня 1947) — український політик. Народний депутат України 3-5 скликань. Секретар ЦК КПУ (з червня 2005).

## Біографія
Народився 21 жовтня 1947 року в селищі Кавуни Арбузинського району Миколаївської області. Українець.
З 1965 по 1967 роки працював диспетчером, електромонтером у селищі Костянтинівка Арбузинського району.
У 1967 році вступив і у 1972 році закінчив Харківський автодорожний інститут за спеціальністю «Автомобільний транспорт». У 1972–1973 роках — автомеханік Інгулецької автобази Миколаївської області.
З 1973 по 1988 роки — на комсомольській і партійній роботі.
У 1988 році призначений головою виконкому Снігурівської районної ради, згодом обраний головою Снігурівської райради народних депутатів.
З 1994 по 1998 роки — директор Снігурівської філії ЗАТ «Агротехсервіс».
Мешкає у місті Київ.

## Робота у Верховній Раді
Народний депутат України 3-го скликання — з березня 1998 по квітень 2002 року від КПУ (№ 68 в списку). Член Комітету з питань будівництва, транспорту і зв'язку (з липня 1998); член фракції КПУ (з травня 1998).
Народний депутат України 4-го скликання — лютий — квітень 2006 року від КПУ (№ 61 в списку). Член фракції КПУ (з лютого 2006).
Народний депутат України 5-го скликання — з квітня 2006 по листопад 2007 року від КПУ (№ 20 в списку). Секретар Комітету з питань Регламенту, депутатської етики та забезпечення діяльності Верховної Ради України (з липня 2006), член фракції КПУ (з квітня 2006).